# لارس مورتيمر
لارس مورتيمر (بالسويدية: Lars Mortimer)‏ هو فنان قصص مصورة ورسام كارتون سويدي، ولد في 22 مارس 1946 في سوندسفال في السويد، وتوفي في 25 أغسطس 2014 في Alfta ‏ في السويد بسبب مرض.